# Spectraaltheorie
In de lineaire algebra, een deelgebied van de wiskunde, is spectraaltheorie een inclusieve term voor theorieën, die de eigenvector en eigenwaardetheorie van een enkele vierkante matrix uitbreiden naar een veel bredere theorie van de structuur van operatoren naar een verscheidenheid van wiskundige ruimten. Het is een resultaat van studies in de lineaire algebra en de oplossingen van systemen van lineaire vergelijkingen en hun veralgemeningen. De theorie is verbonden met die van de analytische functies, omdat de  spectrale eigenschappen van een operator gerelateerd zijn aan analytische functies van de spectrale parameter.

## Voetnoten
1. ↑  Jean Alexandre Dieudonné, History of functional analysis zie hier, ISBN 0444861483, 1981, Elsevier
2. ↑  
William Arveson, A short course on spectral theory, Chapter 1: spectral theory and Banach algebras zie hier, ISBN 0387953000, 2002, Springer